# كريس جوسينس
كريس جوسينس مواليد 20 فبراير 1974 في بلجيكا، هو لاعب كرة مضرب بلجيكي سابق بدأ مسيرته كمحترف سنة 1993 وكان يلعب باليد اليمنى. أعلى تصنيف له في الفردي كان المركز الـ 90 في سنة 1996.

## النهائيات

### الفردي: (5)
| الرقم | السنة | الدورة              | الأرضية | المنافس في النهائي | النتيجة في النهائي |
| ----- | ----- | ------------------- | ------- | ------------------ | ------------------ |
| 1.    | 1994  | فورث، ألمانيا       | ترابية  | ديرك دير           | 6–7, 6–3, 6–2      |
| 2.    | 1994  | بودابست، المجر      | ترابية  | كريستيان رود       | 4–6, 6–3, 6–2      |
| 3.    | 1995  | درسدن، ألمانيا      | ترابية  | ماغنوس غوستافسون   | 6–4, 5–7, 7–5      |
| 4.    | 1995  | غواياكيل، الإكوادور | ترابية  | ديرك دير           | 6–4, 6–4           |
| 5.    | 1996  | أولم، ألمانيا       | ترابية  | كريم العلمي        | 6–4, 6–0           |

### الزوجي: (2)
| الرقم | السنة | الدورة         | الأرضية | الشريك      | المنافس في النهائي         | النتيجة في النهائي |
| ----- | ----- | -------------- | ------- | ----------- | -------------------------- | ------------------ |
| 1.    | 1997  | أولم، ألمانيا  | ترابية  | توم فانهودت | بيتر لوسكا بيتر بالا       | 6–3, 6–0           |
| 2.    | 1997  | أوستند، بلجيكا | ترابية  | توم فانهودت | جوليان بوتيه طارق بنهابيلس | 3–6, 6–4, 6–0      |

## روابط خارجية
- كريس جوسينس على موقع رابطة محترفي التنس (الإنجليزية)
- كريس جوسينس على موقع الاتحاد الدولي لكرة المضرب (الإنجليزية)
- كريس جوسينس على موقع كأس ديفيز (الإنجليزية)
- كريس جوسينس على موقع خلاصة التنس.كوم (الإنجليزية)